# Grupa burzenia
Grupa burzenia – grupa artylerii ciężkiej wielkiej mocy, przeznaczona do burzenia fortyfikacji stałych w trakcie przełamywania rejonów umocnionych.